# Düsum Khyenpa
Il primo Karmapa Düsum Khyenpa (Wylie: dus gsum mkhyen pa; Ratay, 1110 – 1193) è stato un monaco buddhista tibetano, fondatore e leader spirituale del lignaggio Karma Kagyü del Buddismo tibetano.

## Vita
Düsum Khyenpa si fece notare fin da bambino per le sue straordinarie qualità. Ricevette i primi insegnamenti buddisti dal padre, uno yogi buddista di nome Gompa Dorje Gon, e da altri insegnanti buddisti della regione
All'età di 16 anni studiò gli insegnamenti relativi a Chackrasamvara ed in seguito qualli relativi al Buddha Maitreia.
All'età di 20 anni venne ordinato monaco. Studiò con noti maestri del suo tempo, tra cui Chapa Chökyi Sengge (1109-1169), un Khempo, e Patsab Lotsawa Nyima Drakpa (1055-?), che tradusse molti testi Madhyamaka in tibetano e è che fu un maestro di filosofia Prasangika-Madhyamaka. Ricevette inoltre insegnamenti tantrici appartenenti al lignaggio Kadampa, studiò il Vinaya ed insegnamenti appartenenti alla scuola Sakya. In seguito al suo incontro con il grande maestro Pal Galopa, ricevette gli insegnamenti del ciclo del Kalachackra.
All'età di 30 anni entrò  a far parte del lignaggio Kagyu divenendo uno dei principali discepoli di Je Gampopa, dal quale ricevette la completa trasmissione tantrica di questa scuola.  Ottenne in seguito insegnamenti da Rechungpa e da altri discepoli di Milarepa, sempre appartenenti al lignaggio Kagyu.
Dopo anni di pratica meditativa, tra cui quella della Mahamudra, tipica della scuola Kagyu, raggiunse, all'età di 50 anni, l'Illuminazione, simbolicamente rappresentata dalla corona nera presente sul suo capo. Si dice che quest'ultima gli sia stata donata dalle Ḍākinī proprio in occasione della sua completa realizzazione. La corona è visibile solo ai più alti maestri realizzati. Fu quindi proclamato "Karmapa" ("quello dall'azione illuminata")  dallo studioso Shakya Shri.
Un'altica profezia attribuita al Buddha Shakyamuni (riportata nel sutra mDo-Ting-'Chin-rGyal-po) afferma che circa 1600 anni dopo la sua morte sarebbe venuto un uomo dalle grandi qualità spirituali e compassione, il quale avrebbe diffuso il Dharma nelle sue successive rinascite. Questi sarebbe stato conosciuto come "l'uomo del Karma". Molti mastri dell'epoca, tra i quli anche Lama Shang, erano convinti che il Buddha parlasse proprio di Düsum Khyenpa.
Dopo aver viaggiato per tutto il Tibet diffondendo gli insegnamenti e praticando, all'età di 55 anni (1164) fondò il monastero di Kampo Nenang ( kam po gnas nang ) a Kampo ( Kham ), e a 60 anni (1169) il monastero di Panphuk a Lithang (Kham). All'età di 76 anni (1185) fondò un'importante sede del lignaggio Karma Kagyu a Karma Gön . All'età di 80 anni (1189) stabilì il suo quartier generale a Tsurphu, a circa 50 kilometri da Lhasa, che rimase la sede principale dei Karmapa fino al 1959.
Poco prima della sua morte, che avvenne all'età di 84 anni, Düsum Khyenpa lasciò indizi al suo principale discepolo Drogon Rechen (1148-1218), utilizzati dopo la sua scomparsa per trovare il secondo Karmapa Karma Pakshi . Düsum Khyenpa rese Drogon Rechen detentore del lignaggio della scuola Karma Kagyü. I suoi successori furono Drogon Rechen e Pomdrakpa (1170–1249).
Altri discepoli includevano Taklung Thangpa Tashi Pal, fondatore del Taklung Kagyu, Gyalwa Lingrepa, dal quale in seguito scaturì la scuola Drukpa Kagyu, e Khadampa Deshek, fondatore del Katok Nyingma.